# Cratere Taizo
Taizo è un cratere lunare di 8,19 km situato nella parte nord-orientale della faccia visibile della Luna.